# Danh sách thiên hà gần nhất
Đây là danh sách các thiên hà đã biết trong phạm vi 3,8 megaparsec (12,4 triệu năm ánh sáng) tính từ Hệ Mặt Trời, bao gồm khoảng 50 thiên hà thuộc Nhóm Địa phương lớn và một số thiên hà là thành viên của các nhóm thiên hà lân cận (nhóm M81, M83) và 1 số thiên hà không thuộc về nhóm nào.
Danh sách này nhằm phản ánh kiến thức hiện tại: không phải tất cả các thiên hà trong bán kính 3,8 Mpc đều đã được phát hiện. Các thiên hà lùn gần đó vẫn đang được phát hiện và các thiên hà nằm phía sau mặt phẳng trung tâm của Dải Ngân hà cực kỳ khó phân biệt. Bất kỳ thiên hà nào cũng có thể che dấu một thiên hà khác nằm ngoài nó. Các phép đo khoảng cách giữa các thiên hà có độ không đảm bảo lớn. Các số liệu được liệt kê là sự tổng hợp của nhiều phép đo, một số trong số đó có thể có các thanh lỗi riêng lẻ được siết chặt đến mức không còn chồng chéo với nhau.

## Danh sách
| #   | Hình ảnh | Thiên hà                                    | Phân loại             | Khoảng cách từ Trái Đất         | Khoảng cách từ Trái Đất | Cấp sao  | Cấp sao | Thành viên nhóm                       | Ghi chú | Đường kính (ly)                           |
| #   | Hình ảnh | Thiên hà                                    | Phân loại             | Triệu năm ánh sáng              | Mpc                     | M        | m       | Thành viên nhóm                       | Ghi chú | Đường kính (ly)                           |
| --- | -------- | ------------------------------------------- | --------------------- | ------------------------------- | ----------------------- | -------- | ------- | ------------------------------------- | --- | ----------------------------------------- |
| -   |          | Ngân Hà                                     | SBbc                  | 0,0265 (đến trung tâm thiên hà) | 0,008                   | −20,8    | ?       | Nhóm Địa phương                       | Thiên hà mẹ của Trái Đất. Thiên hà xoắn ốc có thanh chắn.                                                                                            | 87.400 ly                                 |
| 1   |          | Thiên hà lùn Đại Khuyển                     | Irr (đang tranh chấp) | 0,025                           | 0,008                   | −14,5    | 23,3    | Nhóm Địa phương                       | Vệ tinh của Ngân Hà (bồi tụ bởi Ngân Hà) |                                           |
| 2   |          | Draco II                                    |                       | 0,0701                          | 0,0215                  | −0,8     | 15,87   | Nhóm Địa phương                       | Vệ tinh của Ngân Hà | 120 ly                                    |
| 3   |          | Tucana III                                  |                       | 0,0747                          | 0,0229                  | −1,3     | 15,5    | Nhóm Địa phương                       | Vệ tinh của Ngân Hà đang chịu sự gián đoạn thuỷ triều                                                                                                | 220 ly                                    |
| 4   |          | Segue 1                                     | dSph hoặc Glob Clus   | 0,075                           | 0,023                   | −3,0     | 13,8    | Nhóm Địa phương                       | Vệ tinh của Ngân Hà |                                           |
| 5   |          | Sagittarius Dwarf Sphr SagDEG               | dSph/E7               | 0,078                           | 0,024                   | −12,67   | 4,5     | Nhóm Địa phương                       | Vệ tinh của Ngân Hà (bồi tụ một phần bởi Ngân Hà) | 10.000 ly                                 |
| 6   |          | Hydrus I                                    |                       | 0,0900                          | 0,0276                  | −4,71    | 12,49   | Nhóm Địa phương                       | Vệ tinh của Ngân Hà, có khả năng liên quan đến Các Đám mây Magellan                                                                                  | 348 ly                                    |
| 7   |          | Carina III                                  |                       | 0,0907                          | 0,0278                  | −2,4     | 14,82   | Nhóm Địa phương                       | Vệ tinh của Ngân Hà | 200 ly                                    |
| 8   |          | Ursa Major II Dwarf                         | dSph                  | 0,098                           | 0,030                   | −4,2     | 14,3    | Nhóm Địa phương                       | Vệ tinh của Ngân Hà (bồi tụ bởi Ngân Hà) | ~1.800 ly                                 |
| 8   |          | Triangulum II                               |                       | 0,098                           | 0,030                   | −1,8     | 15,6    | Nhóm Địa phương                       | Vệ tinh của Ngân Hà (bồi tụ bởi Ngân Hà) |                                           |
| 10  |          | Reticulum II                                |                       | 0,102                           | 0,0314                  | −3,1     | 14,4    | Nhóm Địa phương                       | Vệ tinh của Ngân Hà | 378 ly                                    |
| 11  |          | Segue 2                                     | dSph                  | 0,114                           | 0,035                   | −2,5     |         | Nhóm Địa phương                       | Vệ tinh của Ngân Hà, một trong những thiên hà nhỏ nhất từng được biết đến                                                                            | 220 ly                                    |
| 12  |          | Carina II                                   |                       | 0,122                           | 0,0374                  | −4,5     | 13,36   | Nhóm Địa phương                       | Vệ tinh của Ngân Hà | 590 ly                                    |
| 13  |          | Willman 1                                   | dSph hoặc Star Clus   | 0,124                           | 0,038                   | −2,7     |         | Nhóm Địa phương                       | Vệ tinh của Ngân Hà |                                           |
| 14  |          | Boötes II                                   | dSph                  | 0,137                           | 0,042                   | −2,7     |         | Nhóm Địa phương                       | Vệ tinh của Ngân Hà |                                           |
| 15  |          | Coma Berenices Dwarf                        | dSph                  | 0,137                           | 0,042                   | −3,6     |         | Nhóm Địa phương                       | Vệ tinh của Ngân Hà |                                           |
| 16  |          | Pictor II                                   |                       | 0,147                           | 0,045                   | −3,2     | 15,1    | Nhóm Địa phương                       | Vệ tinh của Ngân Hà, có khả năng liên quan đến Đám mây Magellan Lớn                                                                                  | 300 ly                                    |
| 17  |          | Boötes III                                  | dSph                  | 0,150                           | 0,046                   | −5,8     |         | Nhóm Địa phương                       | Vệ tinh của Ngân Hà |                                           |
| 18  |          | Tucana IV                                   |                       | 0,157                           | 0,048                   | −3,5     | 14,9    | Nhóm Địa phương                       | Vệ tinh của Ngân Hà |                                           |
| 19  |          | Đám mây Magellan Lớn (LMC)                  | SB(s)m                | 0,163                           | 0,050                   | −17,93   | 0,9     | Nhóm Địa phương                       | Vệ tinh của Ngân Hà | 32.200 ly                                 |
| 20  |          | Grus II                                     |                       | 0,179                           | 0,055                   | −3,9     |         | Nhóm Địa phương                       | Vệ tinh của Ngân Hà | 607 ly                                    |
| 21  |          | Tucana II                                   |                       | 0,186                           | 0,057                   | −3,8     | 15,0    | Nhóm Địa phương                       | Vệ tinh của Ngân Hà | 1080 ly                                   |
| 22  |          | Boötes I                                    | dSph                  | 0,197                           | 0,060                   | −5,8     | 13,1    | Nhóm Địa phương                       | Vệ tinh của Ngân Hà |                                           |
| 23  |          | Đám mây Magellan Nhỏ (SMC, NGC 292)         | SB(s)m pec            | 0,205                           | 0,063                   | −16,35   | 2,7     | Nhóm Địa phương                       | Vệ tinh của Ngân Hà | 18.900 ly                                 |
| 23  |          | Ursa Minor Dwarf                            | dE4                   | 0,205                           | 0,063                   | −7,13    | 11,9    | Nhóm Địa phương                       | Vệ tinh của Ngân Hà |                                           |
| 25  |          | Eridanus IV                                 |                       | 0,250                           | 0,0767                  | −4,7     | 14,72   | Nhóm Địa phương                       | Vệ tinh của Ngân Hà | 489 ly                                    |
| 26  |          | Horologium II                               |                       | 0,254                           | 0,078                   | −2,6     | 1,69    | Nhóm Địa phương                       | Vệ tinh của Ngân Hà | 287 ly                                    |
| 27  |          | Draco Dwarf (DDO 208)                       | dE0 pec               | 0,258                           | 0,079                   | −8,74    | 10,9    | Nhóm Địa phương                       | Vệ tinh của Ngân Hà với một lượng lớn vật chất tối                                                                                                   | ~2.700 × 1.900 ly                         |
| 27  |          | Horologium I                                |                       | 0,258                           | 0,079                   | -3,4     |         | Nhóm Địa phương                       | Vệ tinh của Ngân Hà | 196 ly                                    |
| 29  |          | Pisces Overdensity                          | dIrr/dSph             | 0,26                            | 0,08                    | −10,35   |         | Nhóm Địa phương                       | Vệ tinh của Ngân Hà |                                           |
| 30  |          | Sextans Dwarf Sph                           | dSph                  | 0,280                           | 0,086                   | −7,98    | 12      | Nhóm Địa phương                       | Vệ tinh của Ngân Hà | 8.400 ly                                  |
| 31  |          | Sculptor Dwarf (ESO 351-G30)                | dE3                   | 0,287                           | 0,088                   | −9,77    | 10,1    | Nhóm Địa phương                       | Vệ tinh của Ngân Hà |                                           |
| 32  |          | Pegasus IV                                  |                       | 0,294                           | 0,090                   | −4,25    | 15,52   | Nhóm Địa phương                       | Vệ tinh của Ngân Hà |                                           |
| 32  |          | Virgo I                                     |                       | 0,297                           | 0,091                   | −0,3     | 19,5    | Nhóm Địa phương                       | Vệ tinh của Ngân Hà |                                           |
| 33  |          | Reticulum III                               |                       | 0,300                           | 0,092                   | −3,3     | 16,51   | Nhóm Địa phương                       | Vệ tinh của Ngân Hà | 420 ly                                    |
| 34  |          | Ursa Major I Dwarf (UMa I dSph)             | dSph                  | 0,3157                          | 0,0968                  | −6,75    |         | Nhóm Địa phương                       | Vệ tinh của Ngân Hà | ~2.000 ly                                 |
| 35  |          | Phoenix II                                  |                       | 0,326                           | 0,100                   | −2,7     |         | Nhóm Địa phương                       | Vệ tinh của Ngân Hà | 290 ly                                    |
| 36  |          | Carina Dwarf (ESO 206-G220)                 | dE3                   | 0,33                            | 0,10                    | −8,97    | 11,3    | Nhóm Địa phương                       | Vệ tinh của Ngân Hà | 1.600 ly                                  |
| 37  |          | Aquarius II                                 |                       | 0,3519                          | 0,1079                  | −4,36    | 15,8    | Nhóm Địa phương                       | Vệ tinh của Ngân Hà | 1.040 ly                                  |
| 38  |          | Pictor I                                    |                       | 0,372                           | 0,114                   | −3,1     | 20,3    | Nhóm Địa phương                       | Vệ tinh của Ngân Hà | 190 ly                                    |
| 39  |          | Crater II                                   |                       | 0,383                           | 0,1175                  | −8,2     | 12,2    | Nhóm Địa phương                       | Vệ tinh của Ngân Hà |                                           |
| 40  |          | Grus I                                      |                       | 0,391                           | 0,120                   | −3,4     | 17,0    | Nhóm Địa phương                       | Vệ tinh của Ngân Hà | 404 ly                                    |
| 41  |          | Antlia 2                                    |                       | 0,430                           | 0,1318                  | −9,86    |         | Nhóm Địa phương                       | Vệ tinh của Ngân Hà, một trong những thiên hà có độ khuếch tán lớn nhất từng được tìm thấy                                                           |                                           |
| 42  |          | Hercules Dwarf                              | dSph                  | 0,434                           | 0,133                   | −5,3     | 14,7    | Nhóm Địa phương                       | Vệ tinh của Ngân Hà |                                           |
| 43  |          | Fornax Dwarf (ESO 356-G04)                  | dSph/E2               | 0,466                           | 0,143                   | −11,5    | 9,28    | Nhóm Địa phương                       | Vệ tinh của Ngân Hà |                                           |
| 44  |          | Canes Venatici II Dwarf                     | dSph                  | 0,49                            | 0,15                    | −4,8     | 15,1    | Nhóm Địa phương                       | Vệ tinh của Ngân Hà |                                           |
| 45  |          | Hydra II                                    | dSph                  | 0,492                           | 0,151                   | −5,1     |         | Nhóm Địa phương                       | Vệ tinh của Ngân Hà | 500 ly                                    |
| 46  |          | Leo IV Dwarf                                | dSph                  | 0,502                           | 0,154                   | −5,5     | 15,9    | Nhóm Địa phương                       | Vệ tinh của Ngân Hà |                                           |
| 47  |          | Leo V Dwarf                                 | dSph                  | 0,571                           | 0,175                   | −5,2     |         | Nhóm Địa phương                       | Vệ tinh của Ngân Hà |                                           |
| 48  |          | Pisces II                                   | dG                    | 0,597                           | 0,183                   | −4,28    | 17,03   | Nhóm Địa phương                       | Vệ tinh của Ngân Hà |                                           |
| 48  |          | Columba I                                   |                       | 0,597                           | 0,183                   | −4,2     | 17,11   | Nhóm Địa phương                       | Vệ tinh của Ngân Hà | 760 ly                                    |
| 50  |          | Boötes IV                                   |                       | 0,682                           | 0,209                   | −4,53    | 17,07   | Nhóm Địa phương                       | Vệ tinh của Ngân Hà | 3.000 ly                                  |
| 51  |          | Leo II Dwarf (Leo B, DDO 93)                | dE0 pec               | 0,701                           | 0,215                   | −9,23    | 12,45   | Nhóm Địa phương                       | Vệ tinh của Ngân Hà | 4.100 ly (thuỷ triều)                     |
| 51  |          | Pegasus III                                 |                       | 0,701                           | 0,215                   | −4,17    | 17,50   | Nhóm Địa phương                       | Vệ tinh của Ngân Hà | 350 ly                                    |
| 53  |          | Canes Venatici I Dwarf                      | dSph                  | 0,711                           | 0,218                   | −7,9     | 13,9    | Nhóm Địa phương                       | Vệ tinh của Ngân Hà |                                           |
| 54  |          | Cetus III                                   |                       | 0,819                           | 0,251                   | −2,45    | 19,55   | Nhóm Địa phương                       | Vệ tinh của Ngân Hà | 580 ly                                    |
| 55  |          | Leo I Dwarf (DDO 74, UGC 5470)              | dE3                   | 0,820                           | 0,251                   | −10,97   | 11,18   | Nhóm Địa phương                       | Vệ tinh của Ngân Hà |                                           |
| 56  |          | Eridanus II                                 |                       | 1,19                            | 0,366                   | −7,1     |         | Nhóm Địa phương                       | Vệ tinh của Ngân Hà | 1.810 ly                                  |
| 57  |          | Leo T Dwarf                                 | dIrr/dSph             | 1,35                            | 0,413                   |          | 16      | Nhóm Địa phương                       | Vệ tinh của Ngân Hà? | 2.300 ly                                  |
| 58  |          | Phoenix Dwarf Galaxy (P 6830)               | IAm                   | 1,44                            | 0,44                    | −10,22   | 13,07   | Nhóm Địa phương                       | Vệ tinh của Ngân Hà |                                           |
| 59  |          | Pisces V (Andromeda XVI)                    | dSph                  | 1,79                            | 0,55                    | −7,6     | 16,1    | Nhóm Địa phương                       | Vệ tinh của Tiên Nữ | 985 ly                                    |
| 60  |          | Barnard's Galaxy (NGC 6822)                 | IB(s)m IV-V           | 1,859                           | 0,570                   | −15,22   | 9,32    | Nhóm Địa phương                       | Chứa nhiều vùng H II lớn | 7.000 ly                                  |
| 61  |          | NGC 185                                     | dE3 pec               | 2,05                            | 0,63                    | −14,76   | 9,99    | Nhóm Địa phương                       | Vệ tinh của Tiên Nữ, có khả năng là thiên hà Seyfert gần Trái Đất nhất                                                                               |                                           |
| 62  |          | Andromeda II                                | dE0                   | 2,22                            | 0,68                    | −12,6    | 11,7    | Nhóm Địa phương                       | Vệ tinh của Tiên Nữ | 6.820 ly                                  |
| 63  |          | Cassiopeia II (Andromeda XXX)               | dSph                  | 2,221                           | 0,681                   | −8,0     | 16,0    | Nhóm Địa phương                       | Vệ tinh của Tiên Nữ | 1.800 ly                                  |
| 64  |          | IC 1613 (UGC 668)                           | IAB(s)m V             | 2,24                            | 0,686                   | −14,51   | 9,92    | Nhóm Địa phương                       | |                                           |
| 65  |          | Pegasus V (Andromeda XXXIV)                 |                       | 2,26                            | 0,692                   | −6,3     |         | Nhóm Địa phương                       | Vệ tinh của Tiên Nữ |                                           |
| 66  |          | Leo A (Leo III, DDO 69)                     | IBm V                 | 2,34                            | 0,717                   | −11,68   | 12,92   | Nhóm Địa phương                       | Vệ tinh của Ngân Hà |                                           |
| 67  |          | Andromeda XVII                              | dSph                  | 2,371                           | 0,727                   | −7,8     | 16,6    | Nhóm Địa phương                       | Vệ tinh của Tiên Nữ | 1.900 ly                                  |
| 68  |          | Andromeda XXV                               | dSph                  | 2,401                           | 0,736                   | −9,0     | 15,3    | Nhóm Địa phương                       | Vệ tinh của Tiên Nữ | 3.560 ly                                  |
| 69  |          | Andromeda XI                                | dSph                  | 2,41                            | 0,74                    | −7,3     |         | Nhóm Địa phương                       | Vệ tinh của Tiên Nữ |                                           |
| 70  |          | Andromeda XX                                | dSph                  | 2,417                           | 0,741                   | −6,4     | 18,0    | Nhóm Địa phương                       | Vệ tinh của Tiên Nữ | 590 ly                                    |
| 71  |          | Andromeda XXIII                             | dSph                  | 2,440                           | 0,748                   | −9,8     | 14,6    | Nhóm Địa phương                       | Vệ tinh của Tiên Nữ | 7.770 ly                                  |
| 72  |          | IC 10 (UGC 192)                             | dIrr IV/BCD           | 2,446                           | 0,750                   | −15,57   | 12,2    | Nhóm Địa phương                       | Vệ tinh của Tiên Nữ |                                           |
| 73  |          | Andromeda III                               | dE2                   | 2,45                            | 0,75                    | −10,1    | 14,4    | Nhóm Địa phương                       | Vệ tinh của Tiên Nữ | 2.750 ly                                  |
| 73  |          | Cassiopeia Dwarf (Cas dSph, Andromeda VII)  | dSph                  | 2,45                            | 0,75                    | −11,67   | 13,65   | Nhóm Địa phương                       | Vệ tinh của Tiên Nữ |                                           |
| 75  |          | Andromeda XXVI                              | dSph                  | 2,459                           | 0,754                   | −5,8     | 18,5    | Nhóm Địa phương                       | Vệ tinh của Tiên Nữ | 980 ly                                    |
| 76  |          | Cetus Dwarf                                 | dSph/E4               | 2,460                           | 0,754                   | −10,18   | 14,4    | Nhóm Địa phương                       | Vệ tinh của Tiên Nữ |                                           |
| 77  |          | Pisces III (Andromeda XIII)                 | dSph                  | 2,479                           | 0,760                   | −6,5     | 17,8    | Nhóm Địa phương                       | Vệ tinh của Tiên Nữ | 850 ly                                    |
| 78  |          | Andromeda XV                                | dSph                  | 2,48                            | 0,76                    | −8,4     | 16,0    | Nhóm Địa phương                       | Vệ tinh của Tiên Nữ | 1.840 ly                                  |
| 79  |          | M32 (NGC 221)                               | E2                    | 2,489                           | 0,763                   | −15,96   | 8,73    | Nhóm Địa phương                       | Vệ tinh tầm gần của Tiên Nữ | 6.500 ly                                  |
| 80  |          | Andromeda IX                                | dE                    | 2,500                           | 0,767                   | −7,5     |         | Nhóm Địa phương                       | Vệ tinh của Tiên Nữ |                                           |
| 81  |          | Pisces Dwarf (LGS 3)                        | dIrr/dSph             | 2,510                           | 0,770                   | −7,96    | 16,18   | Nhóm Địa phương                       | Vệ tinh của Tam Giác |                                           |
| 82  |          | Cassiopeia III (Andromeda XXXII)            |                       | 2,518                           | 0,772                   | −12,3    | 12,15   | Nhóm Địa phương                       | Vệ tinh của Tiên Nữ | 9.500 ly                                  |
| 83  |          | Andromeda V                                 | dSph                  | 2,52                            | 0,773                   | −8,41    | 16,67   | Nhóm Địa phương                       | Vệ tinh của Tiên Nữ |                                           |
| 84  |          | Lacerta I (Andromeda XXXI)                  | dSph                  | 2,521                           | 0,773                   | −11,4    | 13,04   | Nhóm Địa phương                       | Vệ tinh của Tiên Nữ | 4.750 ly                                  |
| 85  |          | NGC 147 (DDO 3)                             | dE5 pec               | 2,53                            | 0,776                   | −14,9    | 10,36   | Nhóm Địa phương                       | Vệ tinh của Tiên Nữ |                                           |
| 86  |          | Thiên hà Tiên Nữ (M31)                      | SA(s)b                | 2,538                           | 0,778                   | −21,58   | 4,17    | Nhóm Địa phương                       | Thiên hà lớn nhất trong nhóm địa phương (Ngân Hà đứng thứ hai) với ít nhất 19 thiên hà vệ tinh. Thiên hà xoắn ốc có thanh chắn.                      | 152.000 ly                                |
| 87  |          | Pegasus Dwarf Spheroidal (Andromeda VI)     | dSph                  | 2,55                            | 0,78                    | −10,80   | 14,05   | Nhóm Địa phương                       | Vệ tinh của Tiên Nữ |                                           |
| 88  |          | Perseus I (Andromeda XXXIII)                |                       | 2,560                           | 0,785                   | −10,3    | 14,19   | Nhóm Địa phương                       | Vệ tinh của Tiên Nữ | 2.600 ly                                  |
| 89  |          | Andromeda XIV (Pisces IV)                   |                       | 2,586                           | 0,793                   | −8,5     | 15,8    | Nhóm Địa phương                       | Vệ tinh của Tiên Nữ | ~1.700 ly                                 |
| 90  |          | Andromeda I                                 | dE3 pec               | 2,61                            | 0,80                    | −12,0    | 12,7    | Nhóm Địa phương                       | Vệ tinh của Tiên Nữ | 5.840 ly                                  |
| 91  |          | Andromeda XXVIII                            | dSph                  | 2,645                           | 0,811                   | −8,7     | 15,85   | Nhóm Địa phương                       | Vệ tinh của Tiên Nữ | 1.800 ly                                  |
| 92  |          | M110 (NGC 205)                              | E6p                   | 2,67                            | 0,82                    | −16,15   | 8,72    | Nhóm Địa phương                       | Vệ tinh tầm gần của Tiên Nữ |                                           |
| 93  |          | Andromeda VIII                              | dSph                  | 2,700                           | 0,828                   | −15,6    | 9,1     | Nhóm Địa phương                       | Thiên hà lùn bị biến dạng gần Tiên Nữ được phát hiện vào năm 2003                                                                                    |                                           |
| 94  |          | Andromeda XXIX                              |                       | 2,704                           | 0,829                   | −8,5     | 16,09   | Nhóm Địa phương                       | Vệ tinh của Tiên Nữ | 2.050 ly                                  |
| 95  |          | Thiên hà Tam Giác (M33)                     | SA(s)cd               | 2,73                            | 0,84                    | −18,87   | 6,19    | Nhóm Địa phương                       | Đối tượng xa nhất (khó thấy) với mắt thường. Thiên hà xoắn ốc không có thanh chắn gần Trái Đất nhất và là thiên hà lớn thứ ba trong Nhóm Địa Phương. | 61.100 ly                                 |
| 96  |          | Andromeda XXI                               | dSph                  | 2,802                           | 0,859                   | −9,9     |         | Nhóm Địa phương                       | Vệ tinh của Tiên Nữ |                                           |
| 97  |          | Tucana Dwarf                                | dE5                   | 2,87                            | 0,88                    | −9,16    | 15,7    | Nhóm Địa phương                       | Thiên hà cô lập trong nhóm — một thiên hà "sơ khai"                                                                                                  |                                           |
| 98  |          | Andromeda X                                 | dSph                  | 2,90                            | 0,889                   | −8,1     | 16,1    | Nhóm Địa phương                       | Vệ tinh của Tiên Nữ được phát hiện vào năm 2006 |                                           |
| 99  |          | Andromeda XXIV                              | dSph                  | 2,929                           | 0,898                   | −8,4     | 16,3    | Nhóm Địa phương                       | Vệ tinh của Tiên Nữ | 4.440 ly                                  |
| 99  |          | Pegasus Dwarf Irregular (DDO 216)           | dIrr/dSph             | 2,929                           | 0,898                   | −11,47   | 13,21   | Nhóm Địa phương                       | Vệ tinh của Tiên Nữ |                                           |
| 101 |          | Andromeda XII                               | dSph                  | 3,027                           | 0,928                   | −7,0     | 17,7    | Nhóm Địa phương                       | Vệ tinh của Tiên Nữ | 2.740 ly                                  |
| 102 |          | Wolf-Lundmark-Melotte (WLM, DDO 221)        | IB(s)m                | 3,043                           | 0,933                   | −14,06   | 11,03   | Nhóm Địa phương                       | Thiên hà cô lập tại rìa của Nhóm Địa phương | 11.500 ly                                 |
| 102 |          | Andromeda XIX                               | dSph                  | 3,043                           | 0,933                   | −9,3     |         | Nhóm Địa phương                       | Vệ tinh của Tiên Nữ, trải rộng trên 1,7 kpc | 2.200 ly                                  |
| 104 |          | Andromeda XXII                              | dSph                  | 3,219                           | 0,987                   |          | 18,0    | Nhóm Địa phương                       | Vệ tinh của Tiên Nữ |                                           |
| 105 |          | Aquarius Dwarf Galaxy (DDO 210)             | Im V                  | 3,22                            | 0,988                   | −11,09   | 14,0    | Nhóm Địa phương                       | Thiên hà cô lập trong nhóm |                                           |
| 106 |          | Pisces VII (Triangulum III)                 |                       | 3,26                            | 1,0                     | −6,8     |         | Nhóm Địa phương                       | Có khả năng là vệ tinh của Tam Giác |                                           |
| 107 |          | Sagittarius Dwarf Irregular Galaxy (SagDIG) | IB(s)m V              | 3,907                           | 1,198                   | −11,49   | 15,5    | Nhóm Địa phương                       | Cô lập, thiên hà được định hình từ các ngôi sao | 3.000 ly                                  |
| 108 |          | UGC 4879 (VV124)                            | IAm                   | 3,956                           | 1,213                   | −11,5    | 13,2    | Nhóm Địa phương                       | Cô lập, thiên hà được định hình từ các ngôi sao | 3.000 ly                                  |
| 109 |          | Andromeda XVIII                             | dSph                  | 3,960                           | 1,214                   | −9,2     | 16,2    | Nhóm Địa phương                       | 1.700 | ≈ 1.200 ly                                |
| 110 |          | Antlia Dwarf                                | dE3.5                 | 4,28                            | 1,31                    | −9,63    | 16,19   | Nhóm Địa phương                       | Có thể đã tương tác với NGC 3109 | 3.000 ly                                  |
| 111 |          | Sextans A (UGCA 205, DDO 75)                | IBm                   | 4,31                            | 1,32                    | −13,95   | 11,86   | Nhóm Địa phương                       | Có quần tinh gồm các sao xanh trẻ | 5.000 ly                                  |
| 112 |          | NGC 3109                                    | SB(s)m                | 4,338                           | 1,35                    | −15,68   | 10,39   | Nhóm Địa phương                       | Có khả năng là thiên hà xoắn ốc | 25.000 ly                                 |
| 113 |          | Antlia B                                    | dSph/Irr              | 4,40                            | 1,35                    | −9,7     | 15,95   | Nhóm Địa phương                       | Vệ tinh của NGC 3109 | 1.780 ly                                  |
| 114 |          | Sextans B (UGC 5373)                        | IM IV-V               | 4,47                            | 1,37                    | −14,08   | 11,85   | Nhóm Địa phương                       | Một trong những thiên hà nhỏ nhất có tinh vân hành tinh                                                                                              | 6.000 ly                                  |
| 114 |          | Tucana B                                    | dSph                  | 4,56                            | 1,4                     | −6,9     | 18,85   | Nhóm Địa phương                       | Thiên hà cô lập trong nhóm | 522 ly                                    |
| 115 |          | Cassiopeia 1                                | Irr                   | 5,19                            | 1,59                    | -14,2    | 14,62   | Cô lập                                | Thiên hà cô lập |                                           |
| 116 |          | Leo P                                       | Irr                   | 5,28                            | 1,62                    | -9,27    | 16,89   | Nhóm Địa phương                       | Độ kim loại rất thấp | 3.690 ly                                  |
| 117 |          | IC 5152                                     | IA(s)m                | 5,68                            | 1,74                    | −15,56   | 11,06   | Nhóm Địa phương ?                     | Có khả năng là thiên hà ở ngoài rìa Nhóm Địa phương                                                                                                  | 4.000 ly                                  |
| 118 |          | NGC 300                                     | SA(s)d                | 6,07                            | 1,86                    | −17,92   | 8,95    | giữa Nhóm Địa phương và Nhóm Ngọc Phu | Thiên hà xoắn ốc gần Nhóm Địa phương nhất tạo đôi với NGC 55                                                                                         | 94.000 ly                                 |
| 119 |          | KKR 25                                      | Irr                   | 6,20                            | 1,90                    | −9,94    | 17,0    | giữ Nhóm Địa Phương và M81            | |                                           |
| 120 |          | ESO 410-G005                                | E3                    | 6,213                           | 1,905                   | −11,60   | 14,85   | NGC 55 & 300                          | | ≈ 2.500 ly                                |
| 121 |          | ESO 294-010                                 | dS0/Im                | 6,36                            | 1,96                    | −10,95   | 15,6    | NGC 55 & 300                          | |                                           |
| 122 |          | NGC 55                                      | SB(s)m                | 6,52                            | 2,00                    | −18,47   | 8,84    | giữ Nhóm Địa phương và Nhóm Ngọc Phu  | Tạo đôi với NGC 300 | 70.000 ly                                 |
| 123 |          | KKs 3                                       | dSph                  | 6,91                            | 2,12                    | −12,3    | 14,47   |                                       | | 4.900 ly                                  |
| 124 |          | KKR 3 (KK 230)                              | dIrr                  | 6,98                            | 2,14                    | −9,8     | 17,90   | Rìa trong Nhóm M94                    | | 980 ly                                    |
| 125 |          | UGCA 438 (ESO 407-018)                      | IB(s)m pec:           | 7,24                            | 2,22                    | −12,92   | 13,86   | NGC 55 & 300                          | |                                           |
| 126 |          | KK 258 (ESO 468-20)                         | dTr                   | 7,27                            | 2,23                    | −10,3    |         | NGC 55 & 300                          | |                                           |
| 127 |          | UGC 9128 (DDO 187)                          | ImIV-V                | 7,31                            | 2,24                    | −12,47   | 14,38   | Rìa trong Nhóm M94                    | |                                           |
| 128 |          | IC 3104                                     | IB(s)m                | 7,40                            | 2,27                    | −14,85   | 13,63   |                                       | Đang di chuyển đến thiên hà Viên Quy |                                           |
| 129 |          | GR 8 (DDO 155)                              | ImV                   | 7,8                             | 2,4                     | −12,14   | 14,65   | Rìa trong Nhóm M94                    | "thiên hà vân tay" |                                           |
| 130 |          | IC 4662 (ESO 102-14)                        | IBm                   | 7,96                            | 2,44                    | −15,56   | 11,74   |                                       | Đang di chuyển đến thiên hà Viên Quy | 7.000 ly                                  |
| 131 |          | KKH 98                                      | Irr                   | 7,99                            | 2,45                    | −10,78   | 16,7    | Nhóm IC 342/Maffei                    | |                                           |
| 132 |          | UGC 8508 (I Zw 060)                         | IAm                   | 8,35                            | 2,69                    | −13,09   | 14,40   | Nhóm M94                              | |                                           |
| 133 |          | KKH 86                                      | Irr                   | 8,48                            | 2,60                    | −10,30   | 16,8    |                                       | Cô lập (M94/Cent A) |                                           |
| 134 |          | DDO 99 (UGC 6817)                           | Im                    | 8,61                            | 2,64–3.9                | −13,52   | 13,4    | Nhóm M94                              | |                                           |
| 135 |          | ESO 6-1                                     | Ir                    | 8,81                            | 2,70                    | −12,41   | 14,75   |                                       | Thiên hà lùn đặc xanh |                                           |
| 136 |          | UGC 7577 (DDO 125)                          | Im                    | 8,94                            | 2,74                    | −14,32   | 12,84   | Nhóm M94                              | |                                           |
| 137 |          | Dwingeloo 1                                 | SB(s)cd               | 9,1                             | 2,8                     | −18,78   | 19,8    | Nhóm IC 342/Maffei                    | | 35.000 ly                                 |
| 138 |          | UGC 9240 (DDO 190)                          | IAm                   | 9,13                            | 2,80                    | −14,19   | 13,25   | Nhóm M94                              | | 15.000 ly                                 |
| 139 |          | NGC 4190                                    | Irr (BCD)             | 9,19                            | 2,82                    |          | 13,50   |                                       | Vệ tinh của NGC 4214 |                                           |
| 140 |          | KKs 53 (Cen 7)                              | dSph                  | 9,56                            | 2,93                    | −10,86   | 17,30   | Nhóm Centaurus A/M83                  | |                                           |
| 141 |          | NGC 4214 (UGC 7278)                         | IAB(s)m               | 9,59                            | 2,94                    |          | 10,24   | Nhóm M94                              | |                                           |
| 142 |          | UGCA 276 (DDO 113)                          | Im                    | 9,62                            | 2,95                    |          | 15,40   | Nhóm M94                              | |                                           |
| 143 |          | UGCA 133 (DDO 44)                           | Im                    | 9,65                            | 2,96                    | −12,9    | 15,54   | Nhóm M81                              | Có thể là vệ tinh của NGC 2403 |                                           |
| 143 |          | NGC 4163 (NGC 4167)                         | dIrr                  | 9,65                            | 2,96                    |          | 14,5    | Nhóm M94                              | | 4.000 ly                                  |
| 144 |          | UGCA 86                                     | SAB(s)m               | 9,72                            | 2,98                    |          | 13,5    | Nhóm IC 342/Maffei                    | Vệ tinh của IC 342 | 20.000 ly                                 |
| 145 |          | NGC 1560                                    | SA(s)d HII            | 9,75                            | 2,99                    | −16,87   | 12,16   | Nhóm IC 342/Maffei                    | Vệ tinh của IC 342 |                                           |
| 146 |          | MADCASH-2 (MADCASH J121007+352635-dw)       | dSph                  | 9,78                            | 3,00                    | −9,15    | 18,24   | Nhóm M94                              | Có thể là vệ tinh của NGC 4214 |                                           |
| 147 |          | Dwingeloo 2                                 | Im?                   | 9,8                             | 3,0                     | −14,55   | 20,5    | Nhóm IC 342/Maffei                    | | 20.000 ly                                 |
| 147 |          | KKH 11 (ZOAG G135.74-04.53)                 | dE/N                  | 9,8                             | 3,0                     | −13,35   | 16,2    | Nhóm IC 342/Maffei                    | |                                           |
| 147 |          | KKH 12                                      | Irr                   | 9,8                             | 3,0                     | −13,03   | 17,8    | Nhóm IC 342/Maffei                    | |                                           |
| 147 |          | MB 3                                        | dSph                  | 9,8                             | 3,0                     | −13,65   | 19,8    | Nhóm IC 342/Maffei                    | | 10.000 ly                                 |
| 147 |          | MB 1 (KK 21)                                | SAB(s)d?              | 9,8                             | 3,0                     | −14,81   | 20,5    | Nhóm IC 342/Maffei                    | | 5.000 ly                                  |
| 147 |          | Maffei 1                                    | S0- pec               | 9,8                             | 3,0                     | −18,97   | 11,4    | Nhóm IC 342/Maffei                    | | 55.000 ly                                 |
| 153 |          | Maffei 2                                    | SAB(rs)bc             | 9,801                           | 3,005                   | −20,15   | 14,77   | Nhóm IC 342/Maffei                    | | 60.000 ly                                 |
| 154 |          | UGC 8651 (DDO 181)                          | Im                    | 9,82                            | 3,01                    |          | 14,7    | Nhóm M94                              | |                                           |
| 155 |          | Donatiello I                                | dSph                  | 9,88                            | 3,04                    |          | [ 8 ]   |                                       | Có khả năng là vệ tinh của NGC 404 |                                           |
| 156 |          | NGC 2403                                    | SAB(s)cd HII          | 9,92                            | 3,04                    | −19,29   | 8,93    | Rìa trong Nhóm M81                    | | 50.000 ly                                 |
| 157 |          | NGC 404                                     | SA(s)0-:              | 10,05                           | 3,08                    | −16,61   | 11,21   |                                       | "Bóng ma của Mirach" |                                           |
| 158 |          | ESO 274-01                                  | SAd:                  | 10,1                            | 3,09                    |          | 11,7    | Nhóm Centaurus A/M83                  | |                                           |
| 159 |          | GALFA-Dw4                                   | dIrr                  | 10,1                            | 3,10                    | −11,8    | 15,7    |                                       | Cô lập |                                           |
| 160 |          | KKH 22                                      | dSph                  | 10,17                           | 3,12                    | –12,19   | 15,28   | Nhóm IC 342/Maffei                    | Vệ tinh của IC 342 |                                           |
| 161 |          | NGC 3741                                    | ImIII/BCD             | 10,21                           | 3,13                    |          | 14,3    | Nhóm M94                              | |                                           |
| 162 |          | KK 35                                       | Irr                   | 10,31                           | 3,16                    | −14,30   | 17,2    | Nhóm IC 342/Maffei                    | Vệ tinh của IC 342 |                                           |
| 162 |          | HIPASS J1247-77                             | Im                    | 10,31                           | 3,16                    |          | 17,B    |                                       | Thẳng hàng với IC 3104 |                                           |
| 164 |          | NGC 2366                                    | IB(s)m                | 10,40                           | 3,19                    |          | 11,43   | Nhóm M81                              | |                                           |
| 164 |          | NGC 1569 (UGC 3056)                         | IBm;Sbrst             | 10,40                           | 3,19                    | −18,17   | 11,86   | Nhóm IC 342/Maffei                    | Vệ tinh của IC 342 | 6.000 ly                                  |
| 164 |          | ESO 321-014                                 | IBm                   | 10,40                           | 3,19                    |          | 15,16   | Nhóm Centaurus A/M83                  | |                                           |
| 167 |          | UGC 8833                                    | Im                    | 10,41                           | 3,19                    |          | 16,5    | Nhóm M94                              | |                                           |
| 168 |          | Sculptor dIG (ESO 349-31)                   | dIrr                  | 10,44                           | 3,2                     | −11,87   | 15,5    | Nhóm Ngọc Phu                         | Vệ tinh của NGC 7793 |                                           |
| 169 |          | UGC 4483                                    | dIrr                  | 10,47                           | 3,21                    |          | 15,2    | Nhóm M81                              | |                                           |
| 169 |          | dw0910p7326 ("Blobby")                      | dSph                  | 10,47                           | 3,21                    | 11,57    | 15,96   | Nhóm M81                              | |                                           |
| 170 |          | UGCA 92                                     | Im?                   | 10,50                           | 3,22                    |          | 13      | Nhóm IC 342/Maffei                    | Vệ tinh của IC 342 |                                           |
| 171 |          | IC 342                                      | SAB(rs)cd             | 10,70                           | 3,28                    | −20,69   | 9,37    | Nhóm IC 342/Maffei                    | "thiên hà ẩn" | 75.000 ly                                 |
| 173 |          | UGCA 15 (DDO 6)                             | IB(s)m                | 10,90                           | 3,34                    | −12,50   | 15,19   | Nhóm Ngọc Phu                         | |                                           |
| 174 |          | KKs 58                                      | dSph                  | 10,96                           | 3,36                    | −11,93   |         | Nhóm Centaurus A/M83                  | |                                           |
| 175 |          | KKH 37 (Mai 16)                             | S/Irr                 | 11,06                           | 3,39                    |          | 16,4    | Nhóm IC 342/Maffei                    | |                                           |
| 175 |          | UGCA 105                                    | Im?                   | 11,06                           | 3,39                    | −16,81   | 13,9    | Nhóm IC 342/Maffei                    | Vệ tinh của IC 342 |                                           |
| 175 |          | Holmberg II (DDO 50, UGC 4305)              | Im                    | 11,06                           | 3,39                    |          | 11,1    | Nhóm M81                              | |                                           |
| 175 |          | NGC 5102                                    | SA0- HII              | 11,09                           | 3,40                    | −18,0856 | 10,35   | Nhóm Centaurus A/M83                  | |                                           |
| 175 |          | NGC 5237                                    | I0?                   | 11,09                           | 3,40                    |          | 13,23   | Nhóm Centaurus A/M83                  | |                                           |
| 175 |          | ESO 325-11                                  |                       | 11,09                           | 3,40                    |          | 13,99   | Nhóm Centaurus A/M83                  | |                                           |
| 175 |          | ESO 540-030 (KDG 2)                         | IABm                  | 11,09                           | 3,40                    | −11,39   | 16,45   | Nhóm Ngọc Phu                         | |                                           |
| 182 |          | NGC 247                                     | SAB(s)d               | 11,1                            | 3,4                     | −20,00   | 9,9     | Nhóm Ngọc Phu                         | |                                           |
| 183 |          | MADCASH-1 (MADCASH J074238+652501-dw)       | dSph                  | 11,12                           | 3,41                    | −7,81    | 19,85   | Nhóm M81                              | Có thể là vệ tinh của NGC 2403 |                                           |
| 184 |          | F6D1 (FM 1, PGC 3097828)                    | dSph                  | 11,15                           | 3,42                    |          | 17,5    | Nhóm M81                              | |                                           |
| 184 |          | ESO 540-032                                 | IAB(s)m pec:          | 11,15                           | 3,42                    | −11,32   | 16,55   | Nhóm Ngọc Phu                         | |                                           |
| 186 |          | ESO 383-087 (ISG 39)                        | SB(s)dm               | 11,25                           | 3,45                    | −15,16   | 11,03   | Nhóm Centaurus A/M83                  | |                                           |
| 187 |          | NGC 5206                                    | SB0                   | 11,32                           | 3,47                    |          |         | Nhóm Centaurus A/M83                  | |                                           |
| 188 |          | KK 179 (ESO 269-37)                         | IABm:                 | 11,4                            | 3,48                    |          |         | Nhóm Centaurus A/M83                  | |                                           |
| 189 |          | Thiên hà Ngọc Phu (NGC 253)                 | SAB(s)c               | 11,40                           | 3,49                    |          | 8,0     | Nhóm Ngọc Phu                         | | 90.000 ly                                 |
| 190 |          | DDO 71 (UGC 5428)                           | Im                    | 11,42                           | 3,50                    |          | 18      | Nhóm M81                              | |                                           |
| 191 |          | Camelopardalis B                            | Irr                   | 11,46                           | 3,50                    | −11,85   | 16,1    | Nhóm IC 342/Maffei                    | Vệ tinh của IC 342 |                                           |
| 192 |          | Messier 82                                  | I0;Sbrst HII          | 11,42                           | 3,53                    | −19,63   | 9,30    | Nhóm M81                              | | 37.000 ly, có khả năng lên đến 100.000 ly |
| 193 |          | NGC 5253                                    | Im pec                | 11,51                           | 3,53                    |          | 10,9    | Nhóm Centaurus A/M83                  | Thiên hà Wolf-Rayet gần Trái Đất nhất |                                           |
| 194 |          | M81 Dwarf A (KDG 52)                        | I?                    | 11,58                           | 3,55                    | −11,49   | 16,5    | Nhóm M81                              | |                                           |
| 194 |          | KK 77 (F12D1)                               | dSph                  | 11,58                           | 3,55                    |          | 16,2    | Nhóm M81                              | |                                           |
| 196 |          | NGC 2976                                    | SAc pec HII           | 11,61                           | 3,56                    | −17,1    | 10,82   | Nhóm M81                              | |                                           |
| 196 |          | Camelopardalis A                            |                       | 11,61                           | 3,56                    |          |         | Nhóm IC 342/Maffei                    | Vệ tinh của IC 342 |                                           |
| 198 |          | KK 211 (AM 1339-445)                        | dSph                  | 11,68                           | 3,58                    | −11,93   | 16,32   | Nhóm Centaurus A/M83                  | Vệ tinh của NGC 5128 |                                           |
| 198 |          | PGC 51659 (UKS 1424-460)                    | IBm                   | 11,68                           | 3,58                    | −11,83   | 16,50   | Nhóm Centaurus A/M83                  | |                                           |
| 198 |          | KDG 61                                      | dE/dSph               | 11,68                           | 3,58                    | −12,84   | 14,93   | Nhóm M81                              | |                                           |
| 201 |          | NGC 4945                                    | SB(s)cd:sp            | 11,70                           | 3,59                    | −20,51   | 9,3     | Nhóm Centaurus A/M83                  | |                                           |
| 202 |          | NGC 6789                                    | Im                    | 11,74                           | 3,6                     | −14,32   | 13,76   |                                       | Ở trong Khoảng trống Địa phương |                                           |
| 202 |          | Messier 81                                  | SA(s)ab, LINER        | 11,74                           | 3,6                     |          | 6,94    | Nhóm M81                              | Thiên hà sáng nhất trong Nhóm M81 | 90.000 ly                                 |
| 204 |          | Holmberg IX (UGC 5336, DDO 66)              | Irr                   | 11,77                           | 3,61                    |          | 14,53   | Nhóm M81                              | Chứa nguồn tia X siêu sáng (ULX) Holmberg IX X-1 |                                           |
| 204 |          | UGCA 292 (CVn I dwA)                        | ImIV-V                | 11,77                           | 3,61                    |          | 16,0    | Nhóm M94                              | |                                           |
| 206 |          | BK 5N                                       | dSph                  | 11,84                           | 3,63                    |          | 17,49   | Nhóm M81                              | |                                           |
| 207 |          | DDO 78 (KK 89)                              | dSph                  | 11,94                           | 3,66                    |          | 16,50   | Nhóm M81                              | |                                           |
| 207 |          | F8D1                                        | dSph                  | 11,94                           | 3,66                    | −12,20   | 15,70   | Nhóm M81                              | |                                           |
| 209 |          | UGC 4459 (DDO 53)                           | Im                    | 12,00                           | 3,68                    | −13,37   | 14,48   | Nhóm M81                              | |                                           |
| 210 |          | Centaurus A (NGC 5128)                      | S0 pec                | 12,01                           | 3,68                    |          | 6,84    | Nhóm Centaurus A/M83                  | Thiên hà sáng nhất trong Nhóm Centaurus A và là thiên hà vô tuyến sáng và gần nhất                                                                   | 60.000 ly                                 |
| 211 |          | KDG 64 (UGC 5442)                           | dE/dSph               | 12,07                           | 3,70                    | −12,55   | 15,29   | Nhóm M81                              | |                                           |
| 212 |          | IKN                                         | dE                    | 12,23                           | 3,75                    | −14,29   |         | Nhóm M81                              | |                                           |
| 212 |          | KKs 54                                      | dSph                  | 12,23                           | 3,75                    | −10,41   |         | Nhóm Centaurus A/M83                  | |                                           |
| 213 |          | NGC 5011C (ESO 269-68)                      | dE/Im                 | 12,3                            | 3,77                    | −14,74   | 13,47   | Nhóm Centaurus A/M83                  | |                                           |
| 213 |          | Centaurus N                                 |                       | 12,3                            | 3,77                    | −11,15   |         | Nhóm Centaurus A/M83                  | |                                           |
| 213 |          | KK 213                                      | dSph                  | 12,3                            | 3,77                    |          | 18,00   | Nhóm Centaurus A/M83                  | |                                           |
| 213 |          | KK 203                                      | dSph                  | 12,30                           | 3,77                    | −11,7    |         | Nhóm Centaurus A/M83                  | Trong nhóm Centaurus A; chứa vòng phát xạ Hα |                                           |
| #   |          | Thiên hà                                    | Phân loại             | Khoảng cách từ Trái Đất         | Khoảng cách từ Trái Đất | Cấp sao  | Cấp sao | Thành viên nhóm                       | Ghi chú |                                           |
| #   | Mly      | Thiên hà                                    | Phân loại             | Mpc                             | M                       | m        |         | Thành viên nhóm                       | Ghi chú |                                           |